# Marie Louise Kold
Marie Louise Kold (født 1974) er en dansk kunstner, der arbejder med patinering og ætsning af metaller. Hun er født i Aarhus, men bor og arbejder i Sverige samt på Malta.
Hendes værker varierer fra enkle firkanter af bronze, kobber eller mønstret messing, og farvet ved nedsænkning i syrer, eller ved at have deres farve fremskyndet gennem fysiske og kemiske midler, til komplekse portrætter, der består af tusindvis af små firkanter.
Hendes brug af multi-lag, sammenstilling og sammenfletning af kobber og folie med metalplade, er også en iboende del af hendes kunstneriske proces. Tilbagevendende temaer i hendes kunst er ætset citater fra forfattere som den danske Karen Blixen og H.C. Andersen, og bogstaver, indrammet af bølger af farver bragt ud af metallet selv.
Af større udstillinger kan nævnes soloer i galleriet Svenshög i Lund og galleriet New Form i Trelleborg, både i Sverige, samt Illums Bolighus på Strøget, København og Nordisk Ministerråds Galleri, også i København.